# Sjöfartstidningen
Sjöfartstidningen utkom med sitt första nummer den 7 juli 1905, som Svensk Sjöfartstidning.
Sjöfartstidningen ägs av branschorganisationen Svensk Sjöfart, men har en redaktion som arbetar självständigt. Tidningen är opinionsbildande och verkar för att förbättra villkoren för att bedriva sjöfart i Sverige.
Tidningen grundades av göteborgsprofilen Fritz Schéel (1876-1950) som var tidningens chefredaktör under åren 1905-1945. År 1946 köptes tidningen av Sveriges Redareförening, sedermera Svensk Sjöfart, som samtidigt tillsatte Ture Rinman (1907-1987) som chefredaktör, en befattning han innehade till 1970. År 1970 ersattes Ture Rinman av sonen Thorsten Rinman d y (född 1934) som chefredaktör. År 1999 övertog Rolf P. Nilsson denna befattning, följd av Pär-Henrik Sjöström, chefredaktör mellan 2016 och 2022. Sedan 2023 är Albin Dahlin chefredaktör och vd för Svensk Sjöfarts Tidnings Förlag Ab.
Ett stort antal författare har haft Sjöfartstidningen som sin fasta arbetsplats, exempelvis Fritz Schéel, Ture Rinman, Arne Gadd, Thorsten Rinman och Lars O. Carlsson.